# 越南共和國空軍
| 年份       | 人員數 | 飛機數 |
| ---------- | ------ | ------ |
| 1951年     | 200    | 32     |
| 1954年     | 300    | 44     |
| 1958年     | 700    | 52     |
| 1962年     | 4,000  | 70     |
| 1966年     | 15,000 | 393    |
| 1968年     | 16,200 | 362    |
| 1970年     | 29,000 | 746    |
| 1972年6月  | 47,000 | 1,397  |
| 1972年12月 | 47,000 | 2,075  |
| 1973年     | 61,700 | 1,769  |
| 1975年     | 63,000 | 1,673  |

越南共和國空軍（越南语：／；縮寫），一般稱南越空軍，是越南共和國軍的空軍部門。英語中常簡稱。
越南共和國空軍最初是由越南國時期、一批經挑選而跟法國空軍一起執行過空中勤務的越南飛行員組成。隨著越南戰爭激化和美國空軍支援而擴張，到了1974年的鼎盛時期，一度在下轄人員、飛機數量上成為世界規模第六大的空軍，但在此之前大多未於越南上方的空戰之中扮演主力角色。當1975年隨著西貢陷落而解體後，許多空軍官兵輾轉移民到美國。

## 歷史
1949年3月，領導越南國的保大帝正式要求法國協助他建立一支越南的航空部隊，曾經在第二次世界大戰期間與法國空軍駕駛過A-26“入侵者”攻击机的阮文馨中校也持續向法方施壓。1952年3月，在芽莊成立了航空訓練學校，翌年已有兩支與陸軍聯合執行任務的飛行中隊開始採用MS 500偵察機。1954年，法軍將一批輕型的武裝MD 315紅鶴運輸機交付越南國軍航空隊作為庫存機，而越南飛行員也開始赴法接受進階訓練。儘管法軍於1954年5月的奠邊府戰役中落敗，但在1955年1月31日南越成立共和國空軍後，法籍教官仍然在新空軍中指導飛行和機械項目，直至1956年晚期為止。之後又移交了69架F8F熊貓戰鬥機給南越空軍，這批戰機在1950年代晚期，都是南越空軍的主力攻擊機種。

### 作戰情形
在越南戰爭的初期和中期，有別於由越南人民軍空軍（北越空軍）投入大部分空戰行動的北越陣營，南越一方的空中主力則多為美軍海空兩軍的飛行部隊。越南共和國空軍與深入北越轟炸、經歷激戰的美軍飛行隊相比，執行的任務相對基礎、且多屬於配合性質。除了作戰之外，南越自共和國空軍創設初期，也在其他諸多方面籠罩於美國空軍的影子下，並受到深切影響。美方從1956年5月之後便對南越協助空軍訓練及派遣顧問，之後又於1963年6月17日在南越首都西貢東北方的邊和空軍基地組成第19戰術空中支援中隊執行這些訓練任務，提供給南越空軍H-19直升機、以及之後的H-34直升機。
在始初，南越空軍配備較簡單的T-28啄木鳥教練機，該款螺旋槳發動機只能裝載少量炸彈。首批噴射機則是1965年運抵的B-57轟炸機，同年10月南越空軍又收到第一批近代化的UH-1直升機。之後美方又提供威力更強的輕型A-1攻擊機、A-37蜻蜓式攻擊機，以及美國諾斯洛普公司售與外國空軍的F-5自由鬥士戰鬥機。到1972年晚期時，南越空軍共有18個中隊、500架新型直升機，以及當時世界上規模最大的一支直升機隊。南越總統阮文紹曾於1972年要求取得在美軍航空部隊內廣為使用，且速度快、炸彈裝載量大的F-4幽靈II戰鬥機，但未果。
越南共和國空軍在越戰大部分期間裡，主要在二線進行配合性任務，而且也因為人民空軍的飛機很少從北越飛過美軍防衛區，使南越戰機甚少有機會與北越米格機「交手」。因此在1973年、駐越美軍隨著美國總統理查·尼克森的「越南化政策」和《巴黎和平協約》的簽訂而撤出越南後，自力接掌局勢的南越空軍，儘管接收了大量美機和裝備而規模膨脹，卻也由於缺乏美國空軍的戰鬥支援，而逐漸陷入不利狀態。1973年起持續加劇的第一次石油危機造成燃料短缺及儲備燃料的減少，進而使更多軍機難以投入作戰，戰機飛行時數也在空軍司令部要求下大幅減少。當北越越南人民軍於邊境集結、準備南下，並開始在溪生週邊設置大量防空飛彈和高射砲時，南越方面又因為空軍機隊缺乏足夠的機載雷達干擾系統，而疲於防範前線的地面攻擊，也蒙受人員和裝備的損失。此外，原先與美國空軍同由戰術空中管制中心（Tactical Air Control Center）統合指揮的南越空軍各部隊，遭到分拆並由從北至南四大軍區的司令部各自管轄。歸屬陸軍指揮體制下的空軍，自主性和整體作戰的能力再一次削弱。

### 戰爭末期
1975年春季攻勢時，南越政府軍大規模潰退，隆慶的南越地面部隊則在北越攻勢下激戰至死。南越空軍此時投入空中支援以協助陸軍抗戰。CH-47直升機載運193頓重的砲兵彈藥在兩天內不斷地運往當地，A-1攻擊機也跟著出動、並派遣C-130運輸機朝人民軍的據點投下大量的1萬5千磅BLU-82型炸彈。在南北越最後一場的大規模戰鬥——春祿戰役中，南越空軍冒著人民軍強大的猛烈防空火力，重創進攻春祿的北越正規步兵，但最後仍無法避免春祿在21日的失守。春祿的易手象徵著首都西貢在東邊的門戶大開，而南越空軍司令部也將手下所有飛機移至西貢的新山一空軍基地和處於國土最南軍區、湄公河三角洲裡的平水空軍基地。
4月28日傍晚18時6分，幾位於3月底峴港淪陷時已向北越投降的前南越空軍飛官架駛3架A-37攻擊機，飛至新山一空軍基地上空並投下6顆各重250 lb的MK 81炸彈，並炸毀了數架軍機，南越空軍的F-5立即升空追捕，但攔截不成。到了隔日4月29日的凌晨，南越空軍已開始雜亂而毫無計劃地將飛機撤出新山一機場，A-37攻擊機、F-5戰鬥機、C-7運輸機、C-119和C-130運輸機飛往泰國，UH-1直升機則朝東方或南方飛往南中國海上空、尋找美國海軍第76特遣艦隊的待命艦艇。上午8時，空軍司令陳文明中將[註1]與其下30位幕僚進入新山一空軍基地的美國駐南越國防武官辦事處館區搭機疏散，自此南越空軍的指揮機制已告喪滅。
然而仍有少數南越軍機在抵抗勢如破竹、朝西貢中央進發的北越人民軍。一架821中隊的AC-119K空中砲艇機於28日至29日的夜間持續投擲照明彈，並朝北越軍開火。29日黎明破曉時，兩架A-1攻擊機開始在新山一基地上空2,500英尺（760）處沿機場邊界巡邏，直到其中一架由少校飛官張逢（Trương Phùng）駕駛的飛機遭到疑似9K32（SA-7）防空飛彈的北越火力擊落為止。上午7時，自昨夜便持續攻擊北越軍、由中尉張文盛（Trương Văn Thành）駕駛的AC-119K空中砲艇機也在新山一機場東側被9K32（SA-7）防空飛彈擊中，變成火球墜落地面。機艙後方擔任機槍手的山姓中士（Sơn）在逃出時因為降落傘纏住機尾而跟著殉職。
儘管遭遇零星的砲火攻擊，首都圈西南方的平水空軍基地在4月29日依然全日備戰、出動軍機。4月30日早上，數量不明的A-37攻擊機從該機場升空，迎擊進入西貢市的北越人民軍，這便是南越空軍在越戰中最後一次的空中作戰。隨著西貢陷落、總統楊文明宣布南越陸海空三軍投降後，末批出逃的南越飛官們將飛機開往泰國的烏打拋皇家海軍飛行場。

## 軍備

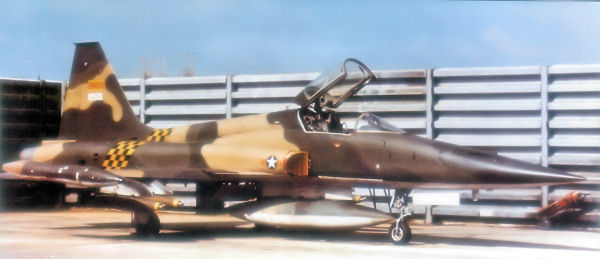
F-5C戰鬥機（1971年邊和空軍基地）

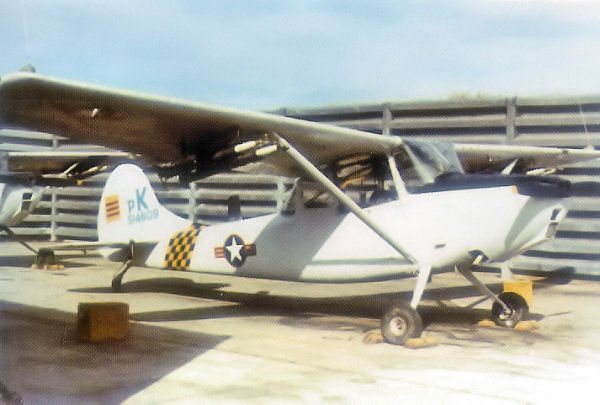
隸屬於南越空軍23戰術聯隊112聯絡中隊的O-1觀測機（1971年邊和空軍基地）

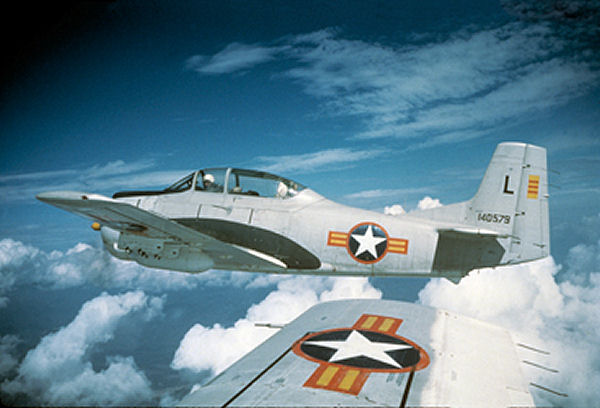
美國空軍第4440戰鬥機組人員訓練中隊（4400th CCTS）的T-28教練機塗上南越空軍標誌，在越南高空飛行

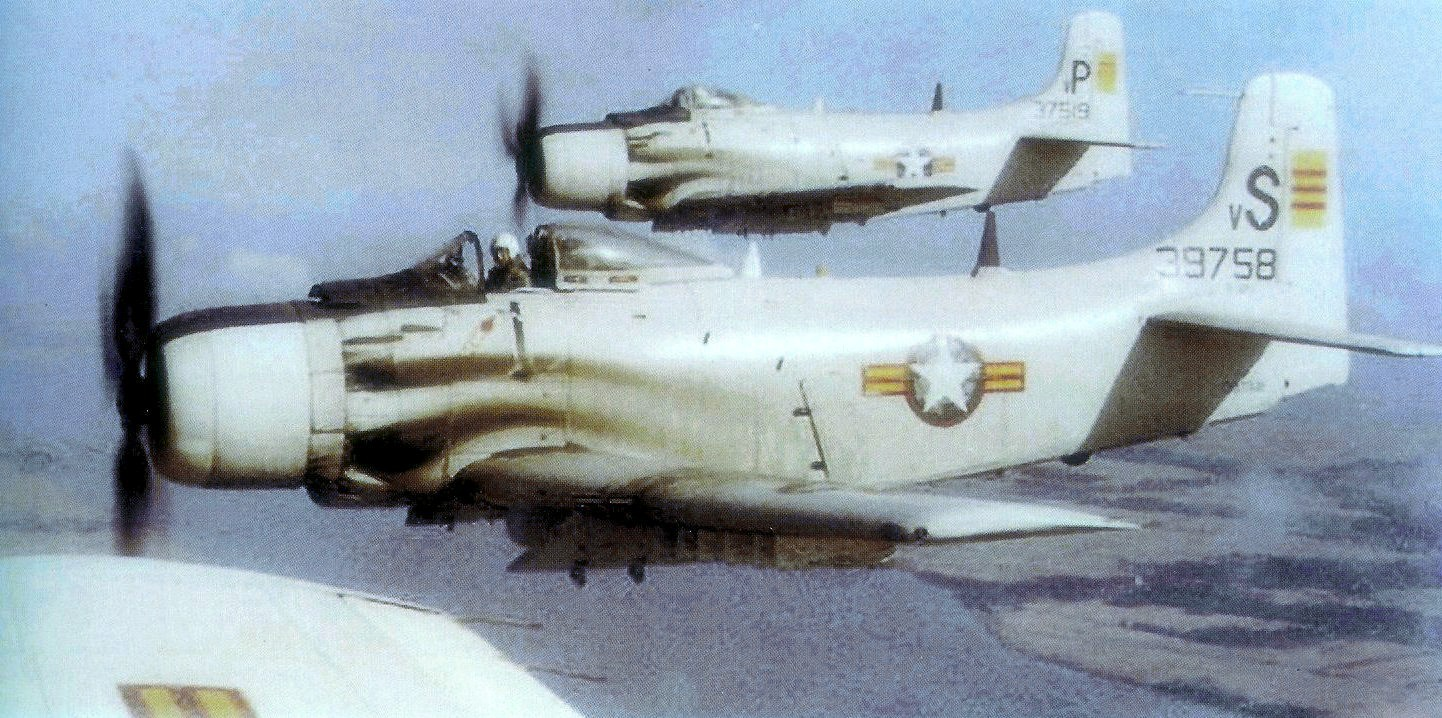
南越空軍520戰鬥機中隊的A-1H攻擊機在平水空軍基地

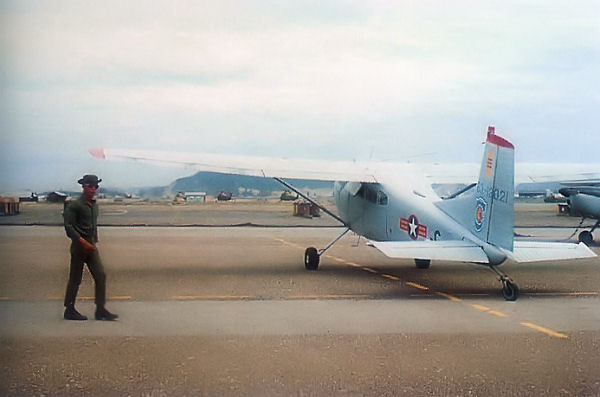
南越空軍的西斯納185在芽莊空軍基地

攻擊機
- A-1攻擊機
- A-37蜻蜓式攻擊機
- AC-47攻擊機
- AC-119G暗影式空中砲艇機
- AC-119K蟄刺式空中砲艇機

轟炸機
- A-26轟炸機（英语：A-26 Invade）（農場大門行動（英语：Farm Gate）期間提供）
- B-57轟炸機（未經南越空軍投入戰鬥）

戰鬥機
- F8F熊貓戰鬥機
- F-5A、B、C自由鬥士戰鬥機
- F-5E虎二式戰鬥機

偵察機及觀測機
- 道格拉斯C-47運輸機
- RF-5A戰鬥機
- O-1觀測機（英语：O-1 Bird Dog）
- O-2A偵察機
- MS 500偵察機

旋翼機
- AS-318雲雀II型直升機
- AS-319雲雀II型直升機
- UH-1直升機
- H-19直升機（英语：H-19 Chickasaw）
- H-34直升機（英语：H-34 Choctaw）
- CH-47直升機

教練機
- PL-1教練機
- T-6教練機
- T-28啄木鳥教練機（農場大門行動（英语：Farm Gate）期間提供）
- T-37鳴鳥式教練機
- T-41梅斯卡勒羅人教練機

運輸機及通用機
- L-26空中指揮官（英语：Aero Commander 500 family）
- C-7運輸機（英语：C-7 Caribou）
- C-45運輸機（英语：Beechcraft Model 18）[14]
- 道格拉斯C-47運輸機
- DC-6、C-118運輸機
- C-119飛行車廂運輸機
- C-123供應者運輸機
- C-130大力士運輸機
- MD 135紅鶴運輸機（英语：Dassault MD 315 Flamant）
- U-6通用飛機（英语：de Havilland Canada DHC-2 Beaver）
- U-17A、U-17B型機（英语：Cessna 185）
- RC-3海蜂水陸兩用機（英语：Republic RC-3 Seabee）
- C-212運輸機（英语：CASA C212 Aviocar）

## 人員招募及培訓
南越空軍與透過徵召補充兵源的南越陸軍不同，人員悉數是志願入伍，從創軍到1975年解體均是如此。招募中心設在首都新山一空軍基地，入伍新兵會接受螢幕測試、接著是參加體能測驗。
空軍入伍基本條件是需為17歲以上的越南共和國公民，而接受飛行訓練的最低年齡是25歲。兩者都要求不得有前科記錄。教育程度部分，對士兵的要求相當於美國學制9年級（國三）以上的學歷、欲接受飛行訓練者要求11年級以上、非額定軍官（non-rated officer）要求12年級以上。
若是通過上述所有的要求條件之後，新兵會送到的陸軍基地接受新訓，而士官訓練項目則是在邊和空軍基地進行。當為期2個月的訓練（或官校生的4個月航空訓練）完成後，士兵會參加一能力測驗，以及進階的專業技術訓練，之後便分發至聯隊級單位去從事短期工作訓練；官校生則是在完成4個月的初級訓練課程後，再追加3個月的專業技術訓練，有些則送至美國接受高階飛行訓練。非額定軍官則繼續於南越接受訓練，以從事非飛行方面的勤務。當官校生在任官少尉之前，還需在一作戰單位服役一年左右。
對女性部分，則於1965年12月成立了婦女隊（Women's Armed Forces Corps；）性質的單位以支援非戰鬥勤務。女性官兵派到空軍各聯隊指揮部、司令部、後勤聯隊等處擔任人事兵（官）、秘書等行政職位。

## 組織架構

### 編制

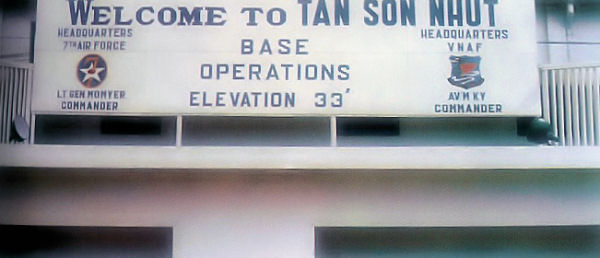
1967年時新山一空軍基地內越南共和國空軍司令部的牌子，與美國駐越空軍部隊－第七航空軍指揮部並列。

| 越南文單位名稱 | 漢喃表記 | 中文       | 英文 | 組成                  |
| -------------- | -------- | ---------- | ---- | --------------------- |
|                |          | 空軍司令部 |      |                       |
|                |          | 航空師     |      | 2支以上聯隊           |
|                |          | 聯隊       |      | 數支中隊、至少2支大隊 |
|                |          | 大隊       |      | 2支以上中隊           |
|                |          | 中隊       |      | 數支小隊或分隊        |
|                |          | 小隊       |      | 4－6架飛機            |
|                |          | 分隊       |      | 2－3架飛機            |

### 主要部隊
資料來源：
| 航空師               | 聯隊         | 中隊            | 基地   | 使用飛機                                                           |
| -------------------- | ------------ | --------------- | ------ | ------------------------------------------------------------------ |
| 第1航空師 （峴港）   | 第41戰術聯隊 | 110聯絡中隊     | 峴港   | MD 135紅鶴運輸機、O-1觀測機、U-17A、U-17B通用機                    |
| 第1航空師 （峴港）   | 第41戰術聯隊 | 120聯絡中隊     | 平水   | O-1觀測機、U-17A、U-17B通用機                                      |
| 第1航空師 （峴港）   | 第41戰術聯隊 | 427運輸中隊     | 峴港   | C-7運輸機                                                          |
| 第1航空師 （峴港）   | 第41戰術聯隊 | 718偵察中隊     | 新山一 | C-47運輸機                                                         |
| 第1航空師 （峴港）   | 第41戰術聯隊 | 821攻擊中隊     | 新山一 | AC-119K空中砲艇機                                                  |
| 第1航空師 （峴港）   | 第51戰術聯隊 | 213直升機中隊   | 峴港   | UH-1直升機                                                         |
| 第1航空師 （峴港）   | 第51戰術聯隊 | 233直升機中隊   | 峴港   | UH-1直升機                                                         |
| 第1航空師 （峴港）   | 第51戰術聯隊 | 239直升機中隊   | 峴港   | UH-1直升機                                                         |
| 第1航空師 （峴港）   | 第51戰術聯隊 | 247直升機中隊   | 峴港   | CH-47直升機                                                        |
| 第1航空師 （峴港）   | 第51戰術聯隊 | 253直升機中隊   | 芽莊   | UH-1直升機                                                         |
| 第1航空師 （峴港）   | 第51戰術聯隊 | 257直升機中隊   | 峴港   | UH-1直升機                                                         |
| 第1航空師 （峴港）   | 第61戰術聯隊 | 516戰鬥機中隊   | 芽莊   | A-37B攻擊機                                                        |
| 第1航空師 （峴港）   | 第61戰術聯隊 | 528戰鬥機中隊   | 峴港   | A-37B攻擊機                                                        |
| 第1航空師 （峴港）   | 第61戰術聯隊 | 538戰鬥機中隊   | 峴港   | F-5自由鬥士戰鬥機（F-5A、F-5B）                                    |
| 第1航空師 （峴港）   | 第61戰術聯隊 | 550戰鬥機中隊   | 峴港   | A-37B攻擊機                                                        |
| 第2航空師 （芽莊）   | 第62戰術聯隊 | 114聯絡中隊     | 芽莊   | O-1觀測機、U-17A、U-17B通用機                                      |
| 第2航空師 （芽莊）   | 第62戰術聯隊 | 215直升機中隊   | 芽莊   | UH-1直升機                                                         |
| 第2航空師 （芽莊）   | 第62戰術聯隊 | 219直升機中隊   | 芽莊   | H-34、UH-1直升機                                                   |
| 第2航空師 （芽莊）   | 第62戰術聯隊 | 259C載傷分遣隊  | 芽莊   | UH-1直升機                                                         |
| 第2航空師 （芽莊）   | 第62戰術聯隊 | 817運輸中隊     | 芽莊   | AC-47D空中砲艇機                                                   |
| 第2航空師 （芽莊）   | 第92戰術聯隊 | 259D載傷分遣隊  | 潘郎   | UH-1直升機                                                         |
| 第2航空師 （芽莊）   | 第92戰術聯隊 | 524戰鬥機中隊   | 芽莊   | A-37B攻擊機                                                        |
| 第2航空師 （芽莊）   | 第92戰術聯隊 | 534戰鬥機中隊   | 潘郎   | A-37B攻擊機                                                        |
| 第2航空師 （芽莊）   | 第92戰術聯隊 | 548戰鬥機中隊   | 潘郎   | A-37B攻擊機                                                        |
| 第3航空師 （邊和）   | 第23戰術聯隊 | 112聯絡中隊     | 芽莊   | MD 135紅鶴運輸機、O-1觀測機、U-17A、U-17B通用機                    |
| 第3航空師 （邊和）   | 第23戰術聯隊 | 124聯絡中隊     | 平水   | O-1觀測機、U-17A、U-17B通用機、O-2A觀測機                          |
| 第3航空師 （邊和）   | 第23戰術聯隊 | 514戰鬥機中隊   | 邊和   | A-1攻擊機                                                          |
| 第3航空師 （邊和）   | 第23戰術聯隊 | 518戰鬥機中隊   | 邊和   | A-1攻擊機                                                          |
| 第3航空師 （邊和）   | 第43戰術聯隊 | 221直升機中隊   | 邊和   | UH-1直升機                                                         |
| 第3航空師 （邊和）   | 第43戰術聯隊 | 223直升機中隊   | 邊和   | UH-1直升機                                                         |
| 第3航空師 （邊和）   | 第43戰術聯隊 | 231直升機中隊   | 邊和   | UH-1直升機                                                         |
| 第3航空師 （邊和）   | 第43戰術聯隊 | 237直升機中隊   | 邊和   | CH-47直升機                                                        |
| 第3航空師 （邊和）   | 第43戰術聯隊 | 245直升機中隊   | 邊和   | UH-1直升機                                                         |
| 第3航空師 （邊和）   | 第43戰術聯隊 | 251直升機中隊   | 邊和   | UH-1直升機                                                         |
| 第3航空師 （邊和）   | 第43戰術聯隊 | 259E載傷分遣隊  | 邊和   | UH-1直升機                                                         |
| 第3航空師 （邊和）   | 第63戰術聯隊 | 522戰鬥機中隊   | 邊和   | F-5自由鬥士戰鬥機（F-5A、F-5B、RF-5A）                             |
| 第3航空師 （邊和）   | 第63戰術聯隊 | 536戰鬥機中隊   | 邊和   | F-5自由鬥士戰鬥機（F-5A、F-5B、F-5E虎二式）                        |
| 第3航空師 （邊和）   | 第63戰術聯隊 | 540戰鬥機中隊   | 邊和   | F-5自由鬥士戰鬥機（F-5A、F-5E虎二式）                              |
| 第3航空師 （邊和）   | 第63戰術聯隊 | 542戰鬥機中隊   | 邊和   | F-5自由鬥士戰鬥機（F-5A）                                          |
| 第3航空師 （邊和）   | 第63戰術聯隊 | 544戰鬥機中隊   | 邊和   | F-5自由鬥士戰鬥機（F-5A）                                          |
| 第4航空師 （芹苴）   | 第64戰術聯隊 | 217直升機中隊   | 平水   | UH-1直升機                                                         |
| 第4航空師 （芹苴）   | 第64戰術聯隊 | 249直升機中隊   | 平水   | CH-47直升機                                                        |
| 第4航空師 （芹苴）   | 第64戰術聯隊 | 255直升機中隊   | 平水   | UH-1直升機                                                         |
| 第4航空師 （芹苴）   | 第64戰術聯隊 | 259F載傷分遣隊  | 平水   | UH-1H直升機                                                        |
| 第4航空師 （芹苴）   | 第74戰術聯隊 | 116聯絡中隊     | 平水   | O-1觀測機、U-17A、U-17B通用機                                      |
| 第4航空師 （芹苴）   | 第74戰術聯隊 | 122聯絡中隊     | 平水   | O-1觀測機、U-17A、U-17B通用機                                      |
| 第4航空師 （芹苴）   | 第74戰術聯隊 | 520戰鬥機中隊   | 平水   | A-37B攻擊機                                                        |
| 第4航空師 （芹苴）   | 第74戰術聯隊 | 526戰鬥機中隊   | 平水   | A-37B攻擊機                                                        |
| 第4航空師 （芹苴）   | 第74戰術聯隊 | 546戰鬥機中隊   | 平水   | A-37B攻擊機                                                        |
| 第4航空師 （芹苴）   | 第84戰術聯隊 | 211直升機中隊   | 平水   | UH-1直升機                                                         |
| 第4航空師 （芹苴）   | 第84戰術聯隊 | 225直升機中隊   | 朔莊   | UH-1直升機                                                         |
| 第4航空師 （芹苴）   | 第84戰術聯隊 | 227直升機中隊   | 朔莊   | UH-1直升機                                                         |
| 第4航空師 （芹苴）   | 第84戰術聯隊 | 259H載傷分遣隊  | 平水   | UH-1直升機                                                         |
| 第4航空師 （芹苴）   | 第84戰術聯隊 | 259I載傷分遣隊  | 朔莊   | UH-1直升機                                                         |
| 第5航空師 （西貢）   | 第33戰術聯隊 | 259G載傷分遣隊  | 新山一 | UH-1H直升機                                                        |
| 第5航空師 （西貢）   | 第33戰術聯隊 | 314特別任務中隊 | 新山一 | C-47運輸機、U-17A、U-17B通用機、UH-1直升機、DC-6B運輸機、L-26B型機 |
| 第5航空師 （西貢）   | 第33戰術聯隊 | 415運輸中隊     | 新山一 | C-47運輸機                                                         |
| 第5航空師 （西貢）   | 第33戰術聯隊 | 716偵察中隊     | 新山一 | T-28啄木鳥教練機、EC-47D偵察機、U-6A偵察機、RF-5A戰鬥機            |
| 第5航空師 （西貢）   | 第33戰術聯隊 | 720偵察中隊     | 新山一 | RC-119型機                                                         |
| 第5航空師 （西貢）   | 第53戰術聯隊 | 259載傷分遣隊   | 新山一 | UH-1直升機                                                         |
| 第5航空師 （西貢）   | 第53戰術聯隊 | 413運輸中隊     | 新山一 | C-119運輸機                                                        |
| 第5航空師 （西貢）   | 第53戰術聯隊 | 421運輸中隊     | 新山一 | C-123運輸機                                                        |
| 第5航空師 （西貢）   | 第53戰術聯隊 | 423運輸中隊     | 新山一 | C-123運輸機                                                        |
| 第5航空師 （西貢）   | 第53戰術聯隊 | 425運輸中隊     | 新山一 | C-123運輸機                                                        |
| 第5航空師 （西貢）   | 第53戰術聯隊 | 435運輸中隊     | 新山一 | C-130A運輸機                                                       |
| 第5航空師 （西貢）   | 第53戰術聯隊 | 437運輸中隊     | 新山一 | C-130A運輸機                                                       |
| 第5航空師 （西貢）   | 第53戰術聯隊 | 819攻擊中隊     | 新山一 | AC-119G空中砲艇機                                                  |
| 第5航空師 （西貢）   | 第53戰術聯隊 | 820攻擊中隊     | 新山一 | AC-119G空中砲艇機                                                  |
| 第6航空師 （波來古） | 第72戰術聯隊 | 118聯絡中隊     | 波來古 | O-1觀測機、U-17A、U-17B通用機、O-2A觀測機                          |
| 第6航空師 （波來古） | 第72戰術聯隊 | 229直升機中隊   | 波來古 | UH-1直升機                                                         |
| 第6航空師 （波來古） | 第72戰術聯隊 | 235直升機中隊   | 波來古 | UH-1直升機                                                         |
| 第6航空師 （波來古） | 第72戰術聯隊 | 259B載傷分遣隊  | 波來古 | UH-1直升機                                                         |
| 第6航空師 （波來古） | 第72戰術聯隊 | 530戰鬥機中隊   | 波來古 | A-1攻擊機                                                          |
| 第6航空師 （波來古） | 第82戰術聯隊 | 241直升機中隊   | 符吉   | CH-47直升機                                                        |
| 第6航空師 （波來古） | 第82戰術聯隊 | 243直升機中隊   | 符吉   | UH-1直升機                                                         |
| 第6航空師 （波來古） | 第82戰術聯隊 | 259A載傷分遣隊  | 符吉   | UH-1直升機                                                         |
| 第6航空師 （波來古） | 第82戰術聯隊 | 429運輸中隊     | 符吉   | C-7運輸機                                                          |
| 第6航空師 （波來古） | 第82戰術聯隊 | 431運輸中隊     | 符吉   | C-7運輸機                                                          |
| 第6航空師 （波來古） | 第82戰術聯隊 | 532戰鬥機中隊   | 符吉   | A-37B攻擊機                                                        |
| 空軍訓練中心         | 空軍訓練中心 | 912訓練中隊     | 芽莊   | T-6G教練機                                                         |
| 空軍訓練中心         | 空軍訓練中心 | 918訓練中隊     | 芽莊   | T-41梅斯卡勒羅人教練機                                             |
| 空軍訓練中心         | 空軍訓練中心 | 920訓練中隊     | 芽莊   | T-37鳴鳥式教練機、UH-1直升機                                       |
| 空軍維修聯隊         | 空軍維修聯隊 |                 | 邊和   |                                                                    |

### 歷屆司令
| 名字               | 越語名字 | 軍階                                               | 任期            | 備註              |
| ------------------ | -------- | -------------------------------------------------- | --------------- | ----------------- |
| 空軍助理參謀長（Phụ tá Không quân cho Tổng tham mưu trưởng） |          |                                                    |                 |                   |
| 阮慶               |          | 陸軍中校                                           | 1955年          | 首任空軍指揮官    |
| 空軍司令（Tư lệnh Không quân）       |          |                                                    |                 |                   |
| 陳文虎             |          | 空軍少校（1956） 空軍中校（1956） 空軍上校（1957） | 1955年－1957年  | 職稱改為空軍司令  |
| 阮春榮             |          | 空軍中校、上校（1961年）                           | 1958年－1962年  |                   |
| 黃有賢             |          | 空軍中校、上校（1963年）                           | 1962年－1963年  |                   |
| 杜克梅             |          | 空軍上校                                           | 1963年（3個月） |                   |
| 阮高祺             |          | 空軍上校、准將（1964年） 空軍少將（1965年）        | 1963年－1965年  |                   |
| 陳文明[註1]        |          | 空軍少將、中將（1974年）                           | 1965年－1975年  | 曾任參謀總長      |
| 阮有秦             |          | 空軍准將                                           | 1975年          | 兼任第4航空師師長 |

## 著名人士

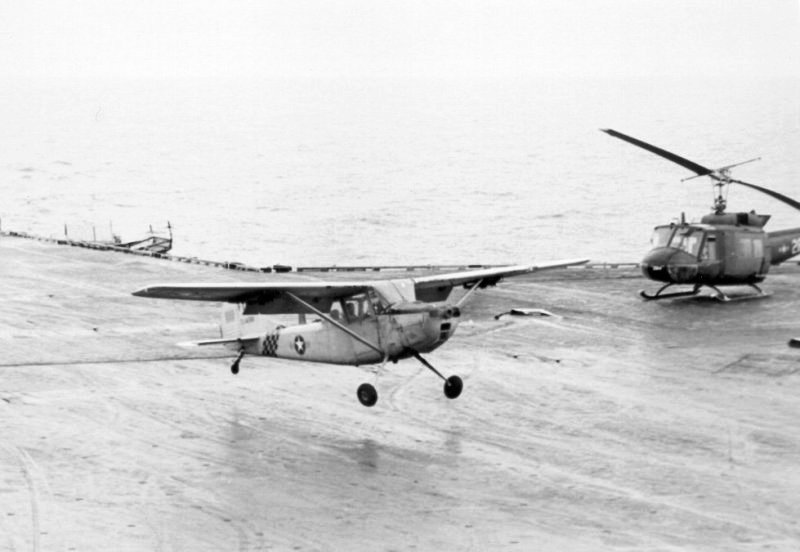
1975年4月29日，黎邦少校一家七口乘坐的O-1觀測機降落在中途島號航母。

- 阮高祺，少將空軍司令官，後任越南共和國總理和副總統。
- 阮文舉少尉和范富國中尉，1962年時架飛機轟炸南越總統府。
- 阮春榮上校，1958年任中校時擔任空軍代司令[16]。
- 阮貴安（英语：Nguyen Quy An）少校，在一次出勤時，從原本的任務中抽身，冒死從一架墜落的美軍直升機中救出四名美國人，因此獲頒美國的飛行優異十字勳章。
- 李榜少校（Lý Bửng），1975年西貢陷落前夕的4月29日，駕駛一架O-1觀測機（英语：O-1 Bird Dog）載著妻子和5位子女試圖前往美國，而降落在美國海軍中途島號航空母艦上[17]，成為越戰末期著名的事件之一。他駕駛的O-1現今存放於佛羅里達州彭薩科拉海軍航空基地內的國立海軍航空博物館（英语：National Naval Aviation Museum）[18]。
- 阮成忠：1975年4月8日駕駛F-5戰鬥機到越南共和國總統府獨立宮上空投下炸彈，然後直接飛入北越控制區降落，因此獲授英雄頭銜。之後投入民航事業，成為越南航空的資深機師[19]。